# هاري جوستين
هاري جوستين (بالإنجليزية: Harry Heath)‏ (19 ديسمبر 1885 - 9 سبتمبر 1967) هو لاعب كريكت أسترالي.

## وصلات خارجية
- هاري جوستين على موقع إي آس بي آن كريك إنفو (الإنجليزية)